# Výšinné neopevněné sídliště Velíz
Výšinné neopevněné sídliště Velíz východně od obce Kublova v okrese Beroun se nachází na temeni výrazného zalesněného kopce Velíz. Archeologické stopy jsou chráněny jako nemovitá kulturní památka České republiky.

## Historie

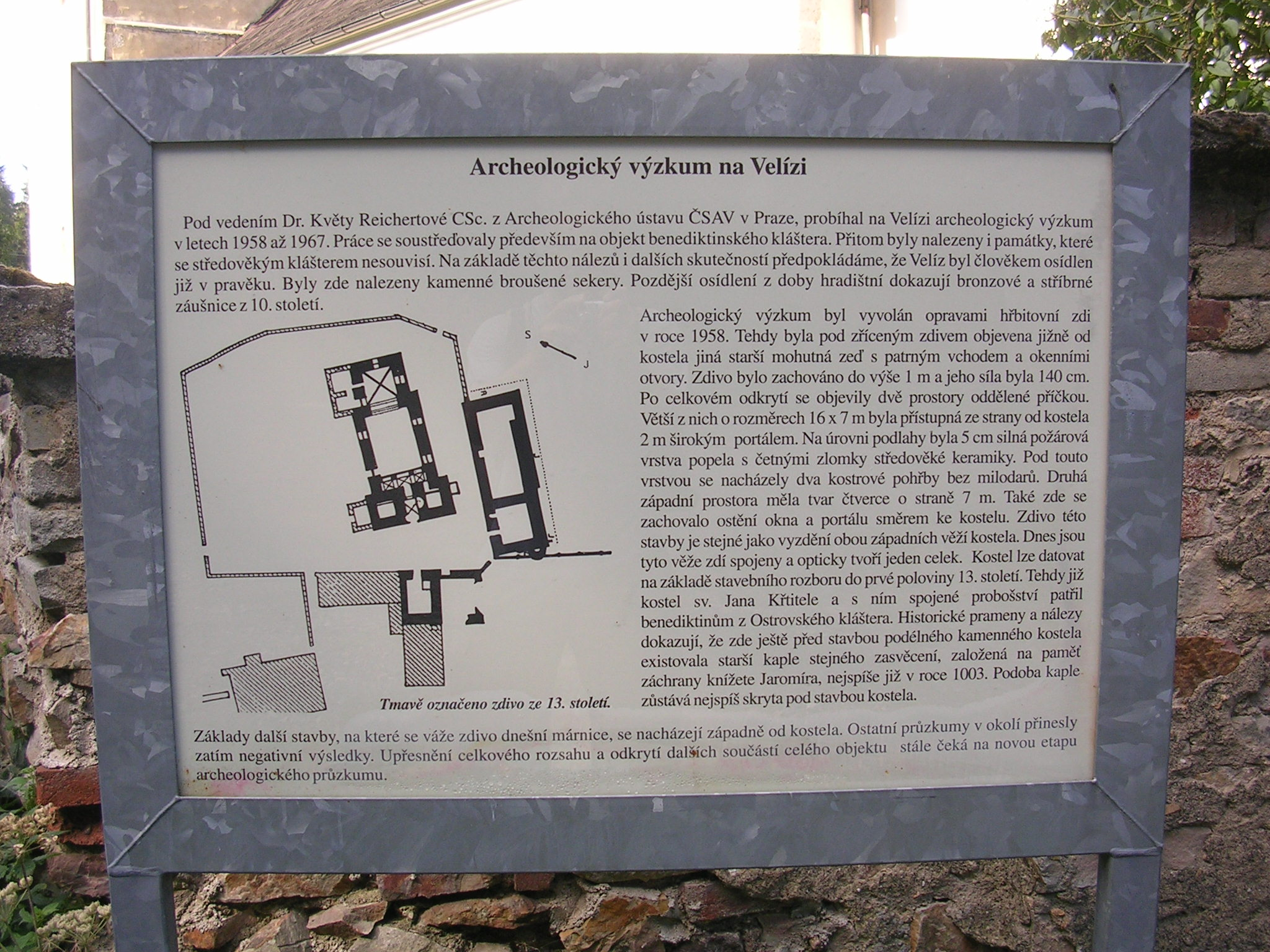

Při archeologickém průzkumu v letech 1958–1959 a 1964–1967 vedeném Dr. Květoslavou Reichertovou byly nalezeny stopy pravěkého a raně středověkého osídlení bez patrných pozůstatků fortifikací. Tento průzkum byl původně veden jako záchranná práce na vrchu Velíz u Kublova při výzkumu zdejšího kláštera.